# Pembina (ancienne circonscription fédérale)
Pour les articles homonymes, voir Pembina.
Pembina fut une circonscription électorale fédérale de l'Alberta, représentée de 1968 à 1988.
La circonscription de Pembina a été créée en 1966 avec des parties d'Athabaska, Edmonton-Ouest, Jasper—Edson et Vegreville. Abolie en 1987, elle fut redistribuée parmi Beaver River, Edmonton-Sud-Est, Edmonton—Strathcona, Elk Island, Peace River et St. Albert.

## Députés
1. 1968-1972 — Jack Bigg, PC
2. 1972-1974 — Daniel Hollands, PC
3. 1974-1986 — Peter Elzinga, PC
4. 1986-1988 — Walter van de Walle, PC

- PC = Parti progressiste-conservateur